# Gais 1997
Fotbollsklubben Gais spelade säsongen 1997 i division II Västra Götaland, efter att året innan ha åkt ur division I södra. Gais slutade trea i tabellen, vilket innebar alla tiders bottennotering för klubben. Intern skyttekung blev Tomislav Mikulic med 10 mål, medan Hedersmakrillen delades ut till Per "Palle" Johansson.
I svenska cupen 1996/1997 åkte Gais ut i omgång 4, medan man i svenska cupen 1997/1998 tog sig vidare till omgång 4 innan cupen tog paus.

## Inför säsongen
Gais slutade näst sist i division I södra 1996 och åkte därmed ur serien. Man inledde säsongen 1997 med ekonomiska problem och interna stridigheter, och det gick till och med rykten om att klubben var nedläggningshotad. Många av spelarna hade också försvunnit från Gais efter degraderingen. Bland nyförvärven märks anfallaren Tomislav Mikulic, försvararen Tom Nilsson och mittfältaren Lars Ternström, som återvände till Gais efter ett år i USA. Trots den usla fjolårssäsongen och de många spelarförlusterna var Gais ändå favoriter att vinna serien.

## Svenska cupen 1996/1997
När svenska cupen återupptogs från förra säsongen mötte Gais IFK Karlshamn borta i omgång 4. Blekingarna blev för svåra och vann med 4–2.
| 4 | 23 mars 1997 | IFK Karlshamn | 4 – 2   | Gais |  |  |
|   |              |               | (1 – 0) |      |  |  |
|   |              |               |         |      |  |  |
|   |              |               |         |      |  |  |

## Division II Västra Götaland
Gais inledde säsongen borta mot Jonsereds IF, och lyckades bara nå oavgjort 4–4 i en match där Lasse Ternström kvitterade på tilläggstid. I hemmapremiären slog man Skövde AIK med 1–0 efter mål av Joakim Ljungberg, inför bara 1 173 åskådare. Gais tuffade på i serien, och i mitten av augusti slog man Lundby IF med 1–0 efter ett sent mål av Stefan Berndtsson. Efter 14 spelade omgångar ledde man planenligt serien med sex poängs marginal före Skövde och Lundby. Under hösten var dock det fina spelet som bortblåst, och Gais tog bara 9 poäng av 24 möjliga på de åtta sista omgångarna. Man missade inte bara seriesegern, utan spelade sig även bort från den kvalmöjlighet som en andra plats hade inneburit.
I omgång 16 förlorade Gais hemma mot bottenlaget Holmalunds IF, då den senare gaisaren Patrik Elmander avgjorde på tilläggstid. Några veckor senare förlorade man återigen hemma, med 1–2 mot Trollhättans FK, och nästföljande omgång bortaföll man mot Skövde AIK med 0–2. I sista omgången mötte man Jonsered hemma, och en seger skulle säkra andraplatsen och kval till division I, men Jonsered, med förre Gaistränaren Bengt-Arne Strömberg och flera andra före detta gaisare i laget, lyckades nå 1–1, och Gais slutade trea efter Lundby och Trollhättan. I Årets Fotboll beskrivs hur Gaisspelarna grät öppet och hur supportrarna i vredesmod lämnade arenan. "Ett gäng druckna gaisare kastade till och med halsdukar och medlemskort utanför favoritlagets omklädningsrum."
Gais hade gjort sin sämsta säsong någonsin; aldrig tidigare hade klubben slutat så lågt som trea i tredjedivisionen. Sex Göteborgsklubbar var före Gais i seriesystemet: i Allsvenskan fanns IFK Göteborg, Örgryte IS, Västra Frölunda IF och BK Häcken, medan division 1 hade Gunnilse IS och Lundby IF, som ju vunnit serien och flyttats upp. Publiksnittet slutade på blygsamma 1 356 åskådare.

### Tabell
| Nr | Lag                 | S  | V  | O | F  | GM | IM | MS  | P  |
| -- | ------------------- | -- | -- | - | -- | -- | -- | --- | -- |
| 1  | Lundby IF (N)       | 22 | 14 | 3 | 5  | 44 | 33 | +11 | 45 |
| 2  | Trollhättans FK (U) | 22 | 12 | 6 | 4  | 43 | 21 | +22 | 42 |
| 3  | Gais (N)            | 22 | 11 | 8 | 3  | 37 | 20 | +17 | 41 |
| 4  | Skövde AIK          | 22 | 12 | 3 | 7  | 33 | 21 | +12 | 39 |
| 5  | Qviding FIF         | 22 | 9  | 6 | 7  | 39 | 32 | +7  | 33 |
| 6  | Åsa IF              | 22 | 10 | 3 | 9  | 32 | 31 | +1  | 33 |
| 7  | IK Kongahälla       | 22 | 7  | 6 | 9  | 29 | 30 | −1  | 27 |
| 8  | Jonsereds IF        | 22 | 7  | 5 | 10 | 27 | 30 | −3  | 26 |
| 9  | IF Heimer           | 22 | 6  | 7 | 9  | 30 | 26 | +4  | 25 |
| 10 | Holmalunds IF       | 22 | 7  | 4 | 11 | 35 | 42 | −7  | 25 |
| 11 | IFK Uddevalla       | 22 | 5  | 2 | 15 | 26 | 55 | −29 | 17 |
| 12 | Tidaholms GoIF      | 22 | 4  | 3 | 15 | 14 | 39 | −25 | 15 |

### Matcher
| Lag             | Hemma | Borta |
| --------------- | ----- | ----- |
| Lundby IF       | 1–1   | 1–0   |
| Trollhättans FK | 1–2   | 1–1   |
| Skövde AIK      | 1–0   | 0–2   |
| Qviding FIF     | 3–1   | 1–1   |
| Åsa IF          | 2–1   | 3–1   |
| IK Kongahälla   | 2–0   | 0–0   |
| Jonsereds IF    | 1–1   | 4–4   |
| IF Heimer       | 1–1   | 0–0   |
| Holmalunds IF   | 1–2   | 1–0   |
| IFK Uddevalla   | 3–2   | 3–0   |
| Tidaholms GoIF  | 2–0   | 5–1   |

### Spelarstatistik
| Spelare               | Matcher | Mål |
| --------------------- | ------- | --- |
| Håkan Eriksson (mv)   | 22      | 0   |
| Tom Nilsson           | 22      | 0   |
| Tomislav Mikulic      | 21      | 10  |
| Stefan Berndtsson     | 21      | 7   |
| Mårten Jonsson        | 21      | 1   |
| Lars Ternström        | 21      | 1   |
| Per "Palle" Johansson | 20      | 6   |
| Henrik Persson        | 20      | 5   |
| Andreas Alfredsson    | 20      | 0   |
| Anders Olausson       | 18      | 0   |
| Joakim Ljungberg      | 16      | 2   |
| Stefan Martinsen      | 14      | 2   |
| Björn Samuelsson      | 12      | 0   |
| Christofer Andersson  | 12      | 0   |
| Thomas Andersson      | 11      | 2   |
| Lukasz Chmaj          | 9       | 1   |
| Anders Mossberg       | 4       | 0   |
| Ajdin Velic           | 1       | 0   |

## Svenska cupen
Eftersom Gais spelade i tredjedivisionen fick man inleda cupen i kvalomgång 1, där man bortabesegrade Skoftebyns IF med 1–3, och i kvalomgång 2 bortaslog man Melleruds IF med 0–2. I huvudturneringen inledde Gais med att bortabesegra Varbergs GIF med 1–4. I omgång 2 besegrade man Norrby IF med 2–0 hemma, innan man i omgång 3 tvingades till straffsparksläggning för att hemmabesegra IK Oddevold med 6–5 efter 1–1 vid full tid. Cupen tog sedan paus till våren 1998.
| Q1 | 8 maj 1997 | Skoftebyns IF | 1 – 3 | Gais |             |             |
|    |            |               | [ 5 ] |      | Publik: 501 | Publik: 501 |
|    |            |               |       |      | Publik: 501 | Publik: 501 |
|    |            |               |       |      | Publik: 501 | Publik: 501 |

| Q2 | 11 juni 1997 | Melleruds IF | 0 – 2 | Gais |             |             |
|    |              |              | [ 5 ] |      | Publik: 301 | Publik: 301 |
|    |              |              |       |      | Publik: 301 | Publik: 301 |
|    |              |              |       |      | Publik: 301 | Publik: 301 |

| 1 | 27 juli 1997 | Varbergs GIF | 1 – 4 | Gais |             |             |
|   |              |              | [ 6 ] |      | Publik: 515 | Publik: 515 |
|   |              |              |       |      | Publik: 515 | Publik: 515 |
|   |              |              |       |      | Publik: 515 | Publik: 515 |

| 2 | 28 augusti 1997 | Gais                                      | 2 – 0   | Norrby IF |             |             |
|   |                 | Stefan Berndtsson 4′ Stefan Martinsen 29′ | (2 – 0) |           | Publik: 642 | Publik: 642 |
|   |                 |                                           |         |           | Publik: 642 | Publik: 642 |
|   |                 |                                           |         |           | Publik: 642 | Publik: 642 |

| 3 | 25 september 1997 | Gais           | 6 – 5 e. str. | IK Oddevold     |             |             |
|   |                   | Henrik Persson | (1 – 1)       | Magnus Krogdahl | Publik: 607 | Publik: 607 |
|   |                   |                |               |                 | Publik: 607 | Publik: 607 |
|   |                   |                |               |                 | Publik: 607 | Publik: 607 |